# لوتروبيات
لوتروبيات (الاسم العلمي: Lautropia) هي جنس من البكتيريا، سلبية الغرام، تتبع البيركهولدرات.